# Ctenardisia stenobotrys
Ctenardisia stenobotrys là một loài thực vật có hoa trong họ Anh thảo. Loài này được (Standl.) Lundell & Pipoly mô tả khoa học đầu tiên năm 1982.